# Akenzua Ier
Akenzua Ier, fils d'Ewuakpe, est vingt-huitième oba du royaume du Bénin. Il règne de 1713 jusqu'à sa mort en 1735. Il accède au pouvoir après une période tumultueuse marquée par un conflit de succession qui l'oppose à son frère Ozuera, puis par une guerre civile qui l'oppose à l'Iyase (premier ministre et chef militaire). Durant cette guerre, son frère illégitime, Ehenua, s'illustre et lui permet de remporter la victoire. Akenzua le récompense en créant le titre héréditaire d'Ezomo du Bénin qui intègre les Uzama. 
Le règne d'Akenzua est marqué par des efforts de consolidation du pouvoir royal et de revitalisation du royaume. Il modifie les rituels, notamment le festival Igue, pour symboliser sa victoire sur ses opposants, et introduit un nouveau sceptre sacré pour renforcer la légitimité des obas du Bénin. Sous son règne, le Bénin connaît un renouveau économique, politique et militaire, rivalisant avec les royaumes voisins et renforçant les relations commerciales solides avec les Européens, notamment les Néerlandais.
Akenzua renforce également les principes de primogéniture et prépare sa succession en désignant son fils Eresonye comme héritier. À sa mort en 1735, Eresonye lui succède sans conflit. Le règne d'Akenzua Ier est souvent célébré pour sa contribution à l'art et à la prospérité du royaume, bien que la réalité de son règne soit plus complexe avec une importante guerre civile au début. Sa postérité et celle de son fils sont marquées par une période de paix et de richesse, attestée par la production artistique abondante de l'époque.

## Biographie

### Accession conflictuelle
Depuis le début du règne de son père, Ewuakpe, le royaume du Bénin fait face à d'importants troubles que les européens qui commercent sur la côte considèrent comme étant une guerre civile. Ces troubles s'accompagnent de changement économiques qui transfère le contrôle des biens commerciaux des obas vers des acteurs intermédiaires de la côte. 
Après le décès d'Ewuakpe, de nouveaux conflits de succession naissent afin de préserver la primogéniture établie par ce dernier. Ces luttes se déroulent tout d'abord entre les deux fils d'Ewuakpe, Ozuere et Akenzua I, mais plus entre les différentes branches dynastiques de la première lignée d'Eweka Ier. La guerre civile qui accompagne le règne d'Ewuakpe n'est toujours pas terminée et se relance à la suite de son décès. Ozuere, le second fils d'Ewuakpe, usurpe le trône avec l'aide de quelques chefs, contrairement à la loi adoptée par son père. Son règne est remis en question et une nouvelle guerre civile éclate. Au terme de plusieurs semaines, il est destitué et Akenzua Ier est intrônisé,.
Il devient oba du royaume du Bénin en 1713. Cependant, les conflits internes ne cessent pas après cela. L'Iyase (premier ministre et chef militaire) qui soutenait Ozuere décide de continuer le combat, cependant il perd cette guerre et le rôle d'Iyase perd de ses prérogatives et ne devient qu'un simple chef de palais. Selon la tradition orale, il est finalement remplacé par le frère illégitime d'Akenzua, Ehenua. En effet, Akenzua crée un nouveau titre, l'Ezomo, qui intègre l'Uzama et devient un titre héréditaire. Il offre ce titre à Ehenua en récompense.

### Consolidation du pouvoir
Le pouvoir et le prestige des oba n'est plus celui du XVIe siècle si bien que leurs actions s'orientent surtout sur le raffermissement de leur légitimité plutôt qu'à des victoires militaires. Durant le règne d'Akenzua, l'influence des obas concernent surtout les rituels, et c'est sur ce plan qu'agit Akenzua afin de renforcer son pouvoir ainsi que celui de ses enfants. Il modifie notamment le type de sacrifice effectué lors du festival Igue initié par Ewuare en sacrifiant également un éléphant aux côtés d'un léopard. L'éléphant fait référence aux chefs militaires qui s'opposent à Akenzua au début de son règne. Cet ajout commémore ainsi sa victoire et la fin de la guerre civile.
Afin de renforcer la légitimité des oba, fortement réduite par les différents conflits de succession, il fait forger un nouveau regalia important, un sceptre sacré comportant les effigies de cinq animaux que les Edos considèrent dangereux. Les parties inférieures du sceptre font références à deux cultes importants : la fête d'Oduduwa et l'Ikegobo (aussi appelé culte de la Main).
Durant son règne, le royaume du Bénin est revitalisé et rivalise sur le plan économique, politique et militaire avec les royaumes voisins. Cette période est perçue comme un second âge d'or.
En attribuant la nouvelle fonction d'Ezomo à son frère illégitime, Ehenua, Akenzua démontre sa capacité à tirer profit d'une victoire et préserver la paix. D'après un bronze exploité pour le rituel de la Main, Ehenua et Akenzua sont représentés en tant que vainqueurs, mais rien ne réfère à celle qui s'est jouée sur le précédent Iyase. L'objet sert à démontrer le pouvoir de l'Oba et son appartenance à une lignée de rois guerriers.

### Relations avec les Européens
Durant le règne d'Akenzua, les Néerlandais tentent d'établir un monopole commercial sur les biens vendus par le royaume du Bénin, mais Akenzua s'y oppose. En effet, en 1715, un accord est signé avec les néerlandais leur octroyant les droits exclusifs sur l'ivoire en échange de la promesse des néerlandais de ne pas en acheter à tout autre royaume du Delta du Niger. Bien qu'ils l'accusent de rompre cette promesse, il maintient sa position et continue à soutenir le commerce avec l'ensemble des européens. Il parvient toutefois à préserver des liens commerciaux privilégiés avec les marchands néerlandais car ces derniers parviennent, sans cet accord, à établir un monopole durable qui permet au royaume du Bénin de fortement renforcer son économie et sa capacité militaire par l'achat d'armes à feu.

### Mort et succession
Durant son règne, Akenzua renforce les principes de primogéniture rétablis par son père Ewuakpe et nomme pour successeur son fils Eresonye. Akenzua meurt en 1735 et son fils lui succède sans heurt. 

## Postérité
Akenzua et son fils Eresonye sont généralement commémorés comme deux rois très riches. Ils font effectivement fondre de nombreux bronzes du Bénin afin de faire reconnaître leur autorité et leur légitimité, afin que ces témoignages agissent comme des véhicules de la tradition orale et soient à l'image de la prospérité des obas. Une importante quantité de brassards rituels sont par ailleurs fondus vers la fin du règne d'Akenzua. La tradition orale indique par ailleurs que les règnes d'Akenzua et d'Eresonye sont marqués par une période de paix alors qu'en réalité le règne d'Akenzua débute par une importante guerre civile à laquelle il met toutefois un terme. Cette importante production artistique lui octroie également la réputation du monarque le plus riche de l'histoire du Bénin.
Plusieurs bronzes réalisés durant le règne d'Akenzua sont étudiés. L'un d'eux, l'Ikegobo renforce le culte de la Main et sert d'outil de renforcement d'autorité important pour les oba. Bien qu'il reste des incertitudes sur la datation de l'objet, il permet de fournir des informations utiles sur les armes, vêtements, ornements et costumes rituels utilisés durant son règne. Il est toutefois probable que cet objet soit antérieur au règne d'Akenzua, mais découle d'une commande effectuée par Ehenue. Des soldats européens sont également représentés sur ce bronze.
Au XXe siècle, Akenzua II est nommé d'après Akenzua Ier.

## Problèmes chronologiques
La chronologie des accessions et successions au trône diffèrent entre la tradition orale et les recherches effectuées au XXe siècle. Dans le cas d'Akenzua, sa date de décès en 1935 est effectivement corroborée par des documents contemporains néerlandais. Cependant, Bradbury considère qu'Akenzua et Ewuakpe ne font qu'une seule et même personne et le règne d'Akenzua débuterait dès lors en 1690,. Cependant, Stefan Eisenhofer estime que la réévaluation de Bradbury est bien trop approximative et qu'il est préférable de favoriser la liste des rois transmises par la tradition orale plutôt que de les fusionner.